# XII з'їзд РКП(б)
Дванадцятий З'їзд Російської комуністичної партії (більшовиків) — проходив у Москві від 17 квітня до 25 квітня 1923.
У роботі з'їзду взяли участь 832 делегати, з них 406 — з вирішальним голосом, 426 — з дорадчим голосом.

## Порядок денний
- Політичний звіт ЦК (Р. Є. Зінов'єв)
- Організаційний звіт ЦК (Й. В. Сталін)
- Звіт ревізійної комісії (У. П. Ногін)
- Звіт Центральної контрольної комісії (М. Ф. Шкирятов)
- Звіт представництва РКП(б) у Виконкомі Комінтерну (Н. І. Бухарін)
- Про промисловість (Л. Д. Троцький)
- Податкова політика в селі (Л. Б. Каменєв, М. І. Калінін, Р. Я. Сокольников)
- Про районування (А. І. Риков)
- Національні моменти в партійному і державному будівництві (Й. В. Сталін)
- Вибори центральних установ

## Рішення з'їзду
На з'їзді було обрано:
- Центральний Комітет: 40 членів, 17 кандидатів в члени ЦК
- Центральна ревізійна комісія: 3 члени
- Центральна Контрольна Комісія: 50 членів, 10 кандидатів в члени ЦКК

### Персональний склад членів Центрального комітету РКП (б), обраний з'їздом
1. Андреєв Андрій Андрійович
2. Бухарін Микола Іванович
3. Ворошилов Климент Єфремович
4. Дзержинський Фелікс Едмундович
5. Євдокимов Григорій Єремійович
6. Залуцький Петро Антонович
7. Зеленський Ісаак Абрамович
8. Зінов'єв Григорій Овсійович
9. Калінін Михайло Іванович
10. Каменєв Лев Борисович
11. Квірінг Еммануїл Йонович
12. Кіров Сергій Миронович
13. Комаров Микола Павлович
14. Коротков Іван Іванович
15. Кубяк Микола Опанасович
16. Лашевич Михайло Михайлович
17. Ленін Володимир Ілліч
18. Мануїльський Дмитро Захарович
19. Михайлов Василь Михайлович
20. Мікоян Анастас Іванович
21. Молотов В'ячеслав Михайлович
22. Орджонікідзе Григорій Костянтинович
23. Петровський Григорій Іванович
24. П'ятаков Георгій Леонідович
25. Радек Карл Бернгардович
26. Раковський Христіан Георгійович
27. Риков Олексій Іванович
28. Рудзутак Ян Ернестович
29. Смирнов Олександр Петрович
30. Сокольников Григорій Якович
31. Сталін Йосип Віссаріонович
32. Сулімов Данило Єгорович
33. Томський Михайло Павлович
34. Троцький Лев Давидович
35. Угланов Микола Олександрович
36. Уханов Костянтин Васильович
37. Фрунзе Михайло Васильович
38. Харитонов Мойсей Маркович
39. Цюрупа Олександр Дмитрович
40. Чубар Влас Якович

Персональний склад кандидатів у члени Центрального Комітету ВКП(б), обраний з'їздом:
1. Бадаєв Олексій Єгорович
2. Бубнов Андрій Сергійович
3. Каганович Лазар Мойсейович
4. Колотилов Микола Миколайович
5. Косіор Станіслав Вікентійович
6. Лебідь Дмитро Захарович
7. Лепсе Іван Іванович
8. Морозов Іван Титович
9. Москвін Іван Михайлович
10. М'ясников Олександр Федорович
11. Наріманов Наріман Кербалаї Наджаф-огли
12. Орахелашвілі Іван Дмитрович
13. Рискулов Турар Рискулович
14. Румянцев Іван Петрович
15. Скрипник Микола Олексійович
16. Уриваєв Михайло Єгорович
17. Чудов Михайло Семенович

Персональний склад членів Центральної Ревізійної Комісії ВКП(б), обраний з'їздом:
1. Курський Дмитро Іванович
2. Ногін Віктор Павлович
3. Скворцов-Степанов Іван Іванович

Персональний склад членів Центральної контрольної комісії ВКП(б), обраний з'їздом:
1. Акулов Іван Олексійович
2. Амосов Павло Никанорович
3. Бриков Олександр Петрович
4. Бумажний Юхим Осипович
5. Бунгш Ян Крішевич
6. Васильєв Антон Юхимович
7. Волков Олексій Семенович
8. Гончаров Микола Кузьмич
9. Гусєв Сергій Іванович
10. Ільїн Никифор Ілліч
11. Кактинь Артур Мартинович
12. Капранов Віктор Павлович
13. Кисельов Олексій Семенович
14. Коковихін Михайло Миколайович
15. Комісаров Сергій Іванович
16. Коростельов Олександр Олексійович
17. Косарєв Володимир Михайлович
18. Кривов Тимофій Степанович
19. Крумін Микола Петрович
20. Куйбишев Валеріан Володимирович
21. Кучменко Микола Осипович
22. Ленгнік Фрідріх Вільгельмович
23. Лисицин Микола Васильович
24. Малахов Максим Кирилович
25. Манцев Василь Миколайович
26. Медне Едуард Мартинович
27. Муранов Матвій Костянтинович
28. Новосьолов Степан Андрійович
29. Орєхов Олександр Михайлович
30. Панов Микола Федорович
31. Пастухов Михайло Дмитрович
32. Петерс Яків Христофорович
33. Пилаєв Георгій Миколайович
34. Позерн Борис Павлович
35. Правдін Олександр Георгійович
36. Радус-Зенькович Віктор Олексійович
37. Рахімбаєв Абдулло Рахімбайович
38. Сахарова Параскевія Федорівна
39. Сєдов Михайло Іванович
40. Сольц Арон Олександрович
41. Сосновський Лев Семенович
42. Фомін Василь Кузьмич
43. Ціхон Антон Михайлович
44. Ченцов Іван Дмитрович
45. Чуцкаєв Сергій Єгорович
46. Шварц Ісаак Ізраїлевич
47. Шверник Микола Михайлович
48. Шкірятов Матвій Федорович
49. Янсон Микола Михайлович
50. Ярославський Омелян Михайлович

Персональний склад кандидатів у члени Центральної контрольної комісії ВКП(б), обраний з'їздом:
1. Асаткін-Владимирський Олександр Миколайович
2. Варейкіс Йосип Михайлович
3. Герасимов Олексій Григорович
4. Клявс-Клявін Олександр Якович
5. Мінков Ісаак Ілліч
6. Носов Павло Макарович
7. Радченко Андрій Федорович
8. Растопчин Микола Петрович
9. Ройзенман Борис Онисимович
10. Фірстов Іван Петрович